# Latrobea brunonis
Latrobea brunonis là một loài thực vật có hoa trong họ Đậu. Loài này được (Benth.) Meissner miêu tả khoa học đầu tiên.